# Международна банка за възстановяване и развитие
Международната банка за възстановяване и развитие (МБВР) е една от петте институции, които обхваща Групата на Световната банка. Международната банка за възстановяване и развитие е международна организация, чиято мисия на създаване е била да финансира реконструкцията на нации, опустошени по време на Втората световна война. В наши дни нейната мисия е разширена до борба с бедността чрез средствата на финансиращи държави. Тя е създадена на 27 декември 1945 г. след международната ратификация на споразумението, постигнато на Бретън-Уудската конференция, състояла се от 1 до 22 юли 1944 г. в Бретън Уудс, Ню Хампшир.

## Членство
Държави членки на МБВР са 186 от членовете на ООН и Косово. Най-новият член е Тувалу, който се присъединява през 2010 г.
Не са държави членки Андора, Острови Кук, Куба, Лихтенщайн, Монако, Науру, Ниуе, Северна Корея и Ватикана. Всички други държави, които не са членове, са държави, непризнати в световен план.
Всички членове на МБВР са и членове на МВФ, както и обратното.

## История
МБВР започва да функционира на 25 юни 1946 г. Одобрява първия си заем на 9 май 1947 г. – 250 милиона щ.д., отпуснати на Франция за следвоенна реконструкция, като в реално изражение това е най-големият заем, предоставян от банката към днешна дата.
МБВР е създадена най-вече като средство за възстановяване на Европа и Япония след Втората световна война, с допълнителен мандат за насърчаване на икономическия растеж в развиващите се страни в Африка, Азия и Латинска Америка. Първоначално банката се съсредоточава главно върху големи инфраструктурни проекти, изграждането на магистрали, летища и електроцентрали. Тъй като Япония и нейните европейски клиенти успяват да изпълнят целите (постигайки определени равнища на доход на глава от населението), МБВР се фокусира изцяло върху развиващите се страни. От началото на 1990 г. МБВР предвижда финансиране за постсоциалистически страни от Източна Европа и републиките на бившия Съветски съюз.

## Цели на Международната банка за възстановяване и развитие
Международната банка за възстановяване и развитие (МБВР) има за цел да намали бедността в страните със средни доходи и ниска кредитоспособност чрез насърчаване на устойчивото им развитие посредством заеми, гаранции, инструменти за управление на риска, както и аналитични и консултантски услуги. Основана през 1944 г., както и първите институции от Групата на Световната банка, МБВР е структурирана като кооперация, която е собственост и се управлява в полза на своите 187 страни членки.
Страните със средни доходи, където живеят 70% от бедните хора в света, са реализират сериозни подобрения в икономическото и политическото си управление през последните две десетилетия. Те стремително увеличават търсенето на стратегически, интелектуални и финансови ресурси, които Световната банка може да им предложи. Предизвикателството пред МБВР е по-добре да управлява и да доставя своите ресурси, за да отговаря най-добре на нуждите на тези страни.
На своята годишна среща през септември 2006 г. Световната банка, с подкрепата на страните акционери, се ангажира да осъществи допълнителни подобрения на услугите, които тя осигурява на своите членове. За да отговарят на все по-големите изисквания на страните със средни доходи, МБВР преразглежда финансовите си продукти, както и тези за управление на риска, разширява броя на предоставяните услуги и осигурява по-лесен достъп на клиентите до Банката.

## Функции на МБВР
Функциите на МБВР са:
- да поддържа в дългосрочен план нуждите на човешкото и социалното развитие, които частните кредитори не финансират;
- да запазва финансовата мощ на кредитополучателите чрез осигуряване на подкрепа в кризисни периоди, когато всъщност бедните хора са най-засегнати;
- да използва левъриджa за насърчаване на ключови политически и институционални реформи (като предпазна мрежа или антикорупционни реформи);
- да създава благоприятен климат за инвестиции, за да катализира предоставянето на частни капитали;
- да осигурява финансова подкрепа (под формата на безвъзмездни средства, предоставени от нетните приходи на МБВР) в области, които са от решаващо значение за благосъстоянието на бедните хора във всички страни.

За да увеличи влиянието си в страните със средни доходи, МБВР работи в тясно сътрудничество с Международната финансова корпорация (IFC), Агенцията по многостранно гарантиране на инвестициите (MIGA), Международния валутен фонд (МВФ) и други многостранни банки за развитие. В хода на работата си МБВР също се стреми да инвестира капитал в страните със средни доходи, за да култивират самите те знанията и опита си за развитие, и си сътрудничи с фондации, партньори на гражданското общество в общността за развитие.

## Как се финансира МБВР
Международната банка за възстановяване и развитие предоставя заеми на правителствата и публичните предприятия, винаги срещу правителствена (или „суверенна“) гаранция за изплащането им според общите условия. Средствата за това кредитиране идват главно от издаването на облигации на Световната банка на глобалните капиталови пазари, обикновено на стойност между 12 и 15 милиарда долара годишно. Тези облигации са оценени с AAA кредитен рейтинг (най-високият възможен), тъй като те са подкрепени от акционерния капитал на държавите членки, както и от държавните гаранции на кредитополучателите, разумната финансова политика, както и като източник на вероятна помощ в ролята си на предпочитан кредитор, когато една страна има трудности при погасяване на кредитите си. МБВР се възползва от измененията в пазарите, като предвижда промените в предпочитанията на инвеститорите, и инвестира, печелейки от тях.
Благодарение на високия си кредитен рейтинг МБВР е в състояние да взема заеми при относително ниски лихвени проценти. Тъй като повечето развиващи се страни имат значително по-ниски кредитни рейтинги, МБВР може да заеме пари на страните при лихвени проценти, които обикновено са доста привлекателни за тях, дори и след добавянето на малък марж (около 1%) за покриване на административните разходи.
МБВР печели по-голямата част от своите средства на световните финансови пазари, като с течение на времето превръща в един от най-стабилните кредитополучатели след издаването на първите си облигации през 1947 г.
Освен това МБВР се превръща в основен играч на международните капиталови пазари чрез разработване на ценни книжа, откриване на нови пазари за издаване на ценни книжа и чрез изграждане на широка база за инвеститорите на пенсионни фондове, застрахователни дружества и централни банки по целия свят.